# Gymnosteris parvula
Gymnosteris parvula là một loài thực vật có hoa trong họ Polemoniaceae. Loài này được A.Heller mô tả khoa học đầu tiên năm 1900.